# Ugia albilinea
Ugia albilinea là một loài bướm đêm trong họ Erebidae.